# 曉科季
51°41′1″N 32°1′47″E / 51.68361°N 32.02972°E
曉科季（烏克蘭語：Щокоть），是烏克蘭北部的村莊，隸屬切爾尼希夫州的科留基夫卡區。該村始建於1650年，面積0.51平方公里，海拔高度141米，2001年人口88，人口密度每平方公里173.2人。